# 전혜연
전혜연(1993년 3월 20일 ~ )은 대한민국의 배우이다.

## 생애
전혜연은 1993년 3월 20일 서울특별시에서 태어났으며,
늦은 데뷔에 대해 "배우가 꿈이었지만 일신상 이유로 직장 생활을 해야했고 회사를 5~6년 다녔는데 삶의 의미가 없더라. 그때 엄마가 다시 도전해 보는 게 어떻냐고 해서 연기학원을 다녔고 이후 직장은 그만뒀지만 돈은 벌어야 해서 아르바이트와 병행했었지만 그때 아르바이트를 평생 해도 연기만 할 수 있다면 살 맛이 나겠다 생각했다 그래서 바이럴 광고를 시작으로 단편 영화를 조금씩 했고 상업적으로 지원을 못 받고 프로필에도 경력이 없어 혼자서도 도전이 가능한 웹드라마에 지원하며 주연을 많이 맡았다 지금현재 회사를 매니지먼트 지안으로 옮겼고
2025년 KBS2 드라마 킥킥킥킥 왕조연으로 출연하였다.

## 연기 활동

### 드라마
- 2018년 4부작 웹드라마 《커피에 반하다》
- 2019년 6부작 웹드라마 《리필》 ... 박진호 역
- 2019년 6부작 웹드라마 《미스콤플렉스》 ... 현지윤 역
- 2019년 6부작 미니시리즈 《김요한 이야기》
- 2020년 ~ 2021년 JTBC 금토 미니시리즈 《허쉬》
- 2020년 웹드라마 《맛난 남녀》
- 2021년 4부작 웹드라마 《내가 해봐서 아는데》
- 2021년 tvN 드라마 스테이지 《러브 스포일러》
- 2021년 6부작 웹드라마 《리필 - IF ONLY》 ... 박진호 역
- 2022년 SBS 금토 미니시리즈 《오늘의 웹툰》 ... 구슬아 역
- 2022년 tvN 10부작 수목 미니시리즈 《조선 정신과 의사 유세풍 Part Ⅰ》
- 2023년 MBC 저녁 일일연속극 《하늘의 인연》 ... 이해인 / 윤솔 역
- 2024년 채널 A 주말 미니시리즈 《체크인 한양》 ... 지연희 역
- 2025년 KBS2 수목 미니시리즈 《킥킥킥킥》 ... 왕조연 역

### 영화
- 2023년 영화 《보이지 않아》 ... 예지 선생님 역
- 2023년 영화 《롱디》 ... 아영 역
- 2025년 영화 《페르소나:이상한 여자》 ... 혜리 역

### 뮤직비디오
- 2017년 지어반 - 아는 사람 (뮤직비디오)
- 2017년 반하나 - 삼킨다 (뮤직비디오)
- 2018년 T.P RETRO, 학선 - 하염없이 (뮤직비디오)
- 2018년 오추프로젝트 - Many많이 (뮤직비디오)

## 수상 목록
- 2023년 MBC 연기대상 일일드라마 부문 여자 우수 연기상